# ألكسندر دوما (مترو باريس)
ألكسندر دوما (بالفرنسية: Alexandre Dumas)‏ هي محطة مترو تابعة لمترو باريس تقع في فرنسا في الدائرة الحادية عشرة في باريس.[بحاجة لمصدر]